# Багатозуба змія чорноголова
Багатозуба змія чорноголова (Sibynophis subpunctatus) — неотруйна змія з роду Багатозуба змія родини Вужеві.

## Опис
Загальна довжина сягає 35—45,7 см. Голова невелика, витягнута. Морда ширше за голову. Очі великі з круглими зіницями. Тулуб дуже тонкий та стрункий. Хвіст маленький, звужується на кінці. Луска гладенька, становить 17 рядків. Апільна ямка відсутня. Черевних щитків 157–176, підхвостових — 52—64.
Спина світло-коричнева, коричнево-сіра або червоно-коричнева з темно-коричневими крапочками на кожній лусці. Ці точки здебільшого розташовані у задній частині тіла. Іноді темні плями навіть знаходиться на передній частині тіла. На хребті розташовано низка чорних крапок. Голова й потилиця темно-коричневі або чорні, що закінчуючи жовтим кільцем. Голова має білу або жовту пляму з боків. Шия має 2 жовтих плями. Губи та горло жовтого забарвлення. Черево червонувате.

## Спосіб життя
Полюбляє ліси на пагорбах, сільськогосподарські угіддя. Зустрічається на висоті до 750 м над рівнем моря. Активна як вночі, так і вдень. Харчується дрібними зміями, ящірками, геконами, сцинками, жабами.
Це яйцекладна змія. Самиця відкладає 2—6 яєць.

## Розповсюдження
Мешкає у штаті Махараштра (Індія) та на о.Шрі-Ланка.